# Manuel Rocha (Diplomat)

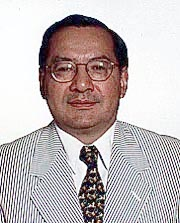
Manuel Rocha (2000)

Víctor Manuel Rocha (* 23. Oktober 1950 in Bogotá, Kolumbien) ist ein US-amerikanischer Geschäftsmann und ehemaliger Diplomat, der seit den 1980er Jahren für Kuba spionierte. Er war von 1997 bis 2000 kommissarischer Botschafter in Argentinien und von 2000 bis 2002 Botschafter der Vereinigten Staaten in Bolivien. Seine 2023 aufgedeckte Geheimdiensttätigkeit gilt als einer der gravierendsten Spionagefälle der Geschichte der USA.

## Leben

### Ausbildung
Víctor Manuel Rocha wurde in Kolumbien geboren, von wo er im Alter von 10 Jahren mit seiner verwitweten Mutter und zwei Geschwistern nach New York City zog. Die Familie lebte zunächst eine Zeit lang in Harlem, wo seine Mutter in einer Fabrik arbeitete und die Familie mit Hilfe von Lebensmittelmarken ernährte.
Da Rocha ein talentierter Fußballspieler war, erhielt er 1965 ein Stipendium für Minderheiten, um die Taft School, ein Elite-Internat in Watertown, Connecticut, zu besuchen. Hier lernte er die kultivierte Welt des amerikanischen Wohlstands kennen, wie er es später beschrieb.
1969 begann Rocha zunächst ein grundständiges Studium an der Yale University, das er 1973 mit einem Bachelor of Arts (B.A.) „cum laude“ beendete. Ein darauf folgendes postgraduales Studium im Fach Öffentliche Verwaltungslehre an der Harvard University schloss er 1976 mit einem Master of Arts (M.A. Public Administration) ab. Daraufhin begann er ein weiteres postgraduales Studium im Fach Internationale Beziehungen an der Georgetown University, das er 1978 ebenfalls mit einem Master of Arts (M.A. International Relations) beendete. 1978 erhielt er die US-Staatsbürgerschaft.

### Diplomatische Karriere
Rocha trat 1981 als Foreign Service Officer in den diplomatischen Dienst (United States Foreign Service) ein und war zunächst von 1981 bis 1983 Referent für Honduras im Außenministerium (US State Department) sowie von 1983 bis 1987 Politischer Attaché an der Botschaft in der Dominikanischen Republik. 1987 wurde er Verteidigungspolitischer Attaché an der Botschaft in Honduras sowie daraufhin bis 1991 stellvertretender Botschaftsrat für politische Angelegenheiten an der Botschaft in Mexiko, ehe er von 1991 bis 1994 als Deputy Chief of Mission Ständiger Vertreter des Botschafters in der Dominikanischen Republik war. 1994 wurde er als Director for Inter-American Affairs Leiter des Referats Interamerikanische Angelegenheiten des Nationalen Sicherheitsrates NSC (National Security Council) sowie danach bis 1997 als Deputy Principal Officer stellvertretender Leiter der Interessenvertretung in Kuba. Im Juli 1997 wurde er Ständiger Vertreter des Botschafters in Argentinien, wobei das Amt des Botschafters seit der Abberufung von James Richard Cheek am 18. Dezember 1996 nicht mehr besetzt war und die Botschaft von Dezember 1996 bis Oktober 1997 von Ronald D. Godard als Geschäftsträger geleitet wurde. Im Oktober 1997 wurde Rocha schließlich selbst als Geschäftsträger kommissarischer Botschafter in Argentinien. Am 14. Juni 2000 wurde James Donald Walsh schließlich zum Botschafter in Argentinien ernannt.
Am 14. Juni 2000 wurde Rocha zum Botschafter der Vereinigten Staaten in Bolivien ernannt und überreichte dort am 4. August 2000 als Nachfolger von Donna Hrinak seine Akkreditierung. Diesen Botschafterposten bekleidete er bis zum 27. April 2002, woraufhin David N. Greenlee ihn ablöste.

### Privatwirtschaftliche Karriere

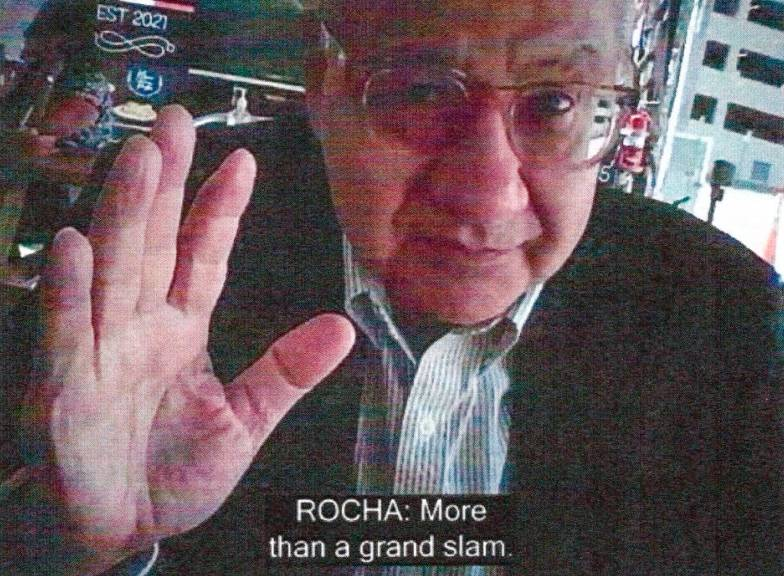
FBI-Verdeckmaterial von Manuel Rocha

2002 schied Rocha aus dem diplomatischen Dienst aus und war von 2002 bis 2005 Leitender Berater der Anwaltskanzlei Steel, Hector & Davis für die Bereiche Internationaler Handel und Regierungsangelegenheiten. Er engagierte sich ferner im Council on Foreign Relations und gründete gemeinsam mit Rodrigo Arboleda die Globis Group, ein lateinamerikanisches Investmentunternehmen. Darüber hinaus war er Berater des United States Southern Command (SOUTHCOM) und Direktor für Regierungsbeziehungen der Arcos Dorados Holdings, ein Unternehmen, das die meisten McDonald’s-Restaurants in Lateinamerika besitzt und verwaltet. Außerdem war er Leitender Berater für internationale Wirtschaft für die Anwaltskanzlei Foley & Lardner mit Büro in Miami und Präsident des zum Bergbauunternehmen Barrick Gold gehörenden Bergwerkes Pueblo Viejo in der Dominikanischen Republik.

### Spionage
Erste Spionagevorwürfe gegen Rocha wurden schon 2006 laut, als ein übergelaufener kubanischer Armee-Leutnant gegenüber einem ehemaligen CIA-Agenten den Verdacht der Spionage Rochas äußerte. Aufgrund des guten Leumunds Rochas wurde diese Quelle jedoch als unglaubwürdig abgetan.
Im Dezember 2023 stellte sich heraus, dass Rocha seit 1981 für Kuba als Spion tätig war. Ihm wurde vorgeworfen, seine Positionen missbraucht zu haben, um die Interessen einer ausländischen Macht zu fördern. Auch wurde dem ehemaligen Diplomaten Verschwörung zugunsten einer ausländischen Regierung und Erlangung eines US-Passes unter Vortäuschung falscher Tatsachen vorgeworfen. Rocha hat in den Jahren 2022 und 2023 mit verdeckten FBI-Ermittlern gesprochen, die sich ihm gegenüber als kubanische Agenten ausgaben, und dabei Spionage eingeräumt. Er wurde in Miami verhaftet, in Florida vor einem Bundesgericht angeklagt und im April 2024 zu einer Strafe von 15 Jahren Gefängnis verurteilt. Das Urteil lautete jedoch nicht auf Spionage, sondern auf „Handeln als ausländischer Agent“, das mit einer kürzeren Haftstrafe geahndet wird. Das Gericht vertrat die Auffassung, dass die Regierung nicht über die nötigen Beweise verfügte, um die Spionagevorwürfe zu untermauern, da zwischen den Handlungen und dem Beginn der Ermittlungen ein zu großer Zeitraum lag. Details zu den Inhalten der Spionage wurden nicht bekannt gegeben.
Ferner wurde eine Geldstrafe in Höhe von 500.000 Dollar verhängt. Das Urteil sah keine Entschädigung für mögliche Opfer vor und Rocha wurde die US-Staatsbürgerschaft nicht entzogen. Das Gericht behielt sich aber vor, dies zu einem späteren Zeitpunkt zu verhandeln.

### Privates
Rocha ist in dritter Ehe verheiratet und Vater von zwei Kindern.